# Dompierre (adelsslægt)
 For alternative betydninger, se Dompierre. (Se også artikler, som begynder med Dompierre)
Dompierre (ikke at forveksle med Dampierre) er en fransk adelsslægt, der er indvandret til Danmark, hvor den kendes som (de Dompierre) de Jonquières. Slægten er fra Picardiet og kan føre sin historie tilbage til Ludvig den Hellige, men er ikke naturaliseret som dansk adel.

## Våbenskjold
På sølv baggrund et rødt skjoldhoved med tre blå rundeller.

## Historie
Slægten Dompierre, hvis overhoved var herre til godserne Liramont og Jonquières (nær Compiègne) var – senest i året 1574 – protestantisk, og forblev denne religion tro. François de Dompierre de Liramont, der var gift med Madeleine de Lannoy, var på dette tidspunkt slægtens overhoved og samme år ægtede hans datter, Catherine, Jean de Poix, herre til Séchelles.
Under religionskrigene hjalp Dompierre de Liramont i 1579 fyrst Henrik 1. af Bourbon-Condé med at erobre byen La Fère, og vi finder ham igen kæmpende, sammen med sin søn, i 1588 og sammen med François de Coligny. Senere blev han fængslet i Vivarais.
I samme periode havde Dompierre de Jonquières, der var en anden gren af familien, ført våben i Poitou og udmærket sig i kampene mellem katolikker og protestanter natten mellem 27.-28. december 1588 i Niort.
I 1668 nævnes det, at en Baruc de Dompierre, herre til Val og bosat i Coucy hørte til adelen. Både han og hans nevø, Jacques de Dompierre, herre til Jonquières, var efterkommere af François de Dompierre de Liramont.
Et andet medlem af slægten, David de Dompierre, herre til Jonquières, blev på grund af sit mod ophøjet til maréchal de camp.
Familien var loyale støtter af protestantismen, som imidlertid blev forbudt med ophævelsen af Nantes-ediktet i 1685.
Jacques de Dompierre, søn af Jean de Dompierre og Marie Conrart, ægtede i 1665 Catherine Muisson (født 1638), der var datter af Henri Muisson du Toilou og Péronne Conrart. Madeleine de Dompierre, der efter at være konverteret til katolicismen gik i ursulinerkloster i Clermont i 1686, og som senere trak til tilbage til Haag, var uden tvivl en søster til Jacques de Dompierre, som også endte sine dage i Haag.
En bevaret kilde fra 1700 fra klostret for de nyligt konverterede i Noyon stift beretter, at hr. Dompierre var flyttet til et fremmed land, og at han inden da havde overdraget sit gods Jonquières til sin nevø, Isaac de Combreville, herre til la Motte. Nevøen var lige som sin afdøde far, herren til Annoy, en genstridig herre, som endnu 14. november 1699 nægtede biskoppen af Noyon at afsværge sin protestantiske tro på skrift.
Denne slægt skal ikke forveksles med slægten Geoffroy, herrer til Dompierre nær La Rochelle, hvis medlemmer ikke var protestanter, og som flere gange erklærede sig som katolikker, fx N.. de Dompierre den 17. juli 1622.

### I Danmark
Fra Holland kom slægten senere til Danmark under Napoleonskrigene. Den 12. december 1773 havde Paulin Philippe Henri de Dompierre de Jonquières (13. august 1744 i Leiden – 12. maj 1822 i København), som var gehejmeråd for fyrsten af Orange, ægtet Cécile de Coninck (4. november 1748 i Haag – 12. juni 1819 i Folehave).
I ægteskabet fødtes tre børn:
- Jean-Françoìs de Dompierre de Jonquières (27. november 1775 i Haag – 27. maj 1820 i København), ugift, ingen børn.
- Frédéric-Anne de Dompierre de Jonquières (1. september 1777 i Haag – 1. januar 1820 på Folehavegård), ægtede 17. juni 1814 Anne Hedvig Høyer (18. september 1787 i København – 24. juli 1853), fik tre sønner:
  - Jean André Frédéric de Dompierre de Jonquières (26. april 1815 – 23. december 1890), ansat i Kultusministeriet, ugift, ingen børn.
  - Henri Alexandre Antoine de Dompierre de Jonquières (13. august 1816 – 21. september 1879), general, ugift, ingen børn.
  - Godefroi Chrétien de Dompierre de Jonquières (3. marts 1818 – 28. november 1883), ansat i det slesvigske ministerium, gift i København 1. maj 1846 med Harriet Lindham (27. december 1820 i Jey i Devonshire – 1884), fik børnene:
    - Anna Georgina Cécile de Dompierre de Jonquières (27. februar 1847 i København – 1941), gift med Harald Hansen
    - Alice de Dompierre de Jonquières (17. april 1848 – 1921), gift med Frits Hartmann (1843-1908, se Hartmann-slægten).
    - Emily Alexandra de Dompierre de Jonquières (5. marts 1853 -)
    - Frederik Lindam Godefroi de Dompierre de Jonquières (6. oktober 1854 – 30. april 1925), overpræsident, gift med Jeanina baronesse Stampe (1861-1911).
    - Mary Henriette de Dompierre de Jonquières (2. maj 1858 i København – 19. september 1926 sammesteds), gift med maleren Erik Henningsen.
- Alexandre-Philippe de Dompierre de Jonquières (16. november 1778 i Haag – 17. maj 1862 i København), ugift, ingen børn.

Ovennævnte overpræsident Frederik de D. de J. var far til:
- Erik Godfred de Dompierre de Jonquières (1883-1949), overretssagfører.
- Elisabeth de Dompierre de Jonquières (1885-1971), frøken i Vemmetofte.
- Margrethe de Dompierre de Jonquières (1888-1975), konventualinde i Vemmetofte.
- Henrik Stampe de Dompierre de Jonquières (1890-1963), amtmand.
- Frederik de Dompierre de Jonquières (1893-1920)

Erik de D. de J. var far til diplomaten Frederik de Dompierre de Jonquières (1915-1978) og til Lennart Godfred de Dompierre de Jonquières (født 1926).

## Nulevende Slægtninge
- Christian Godfred de Dompierre de Jonquières (født 1948), advokat og 1. viceborgmester i Fredensborg Kommune.
- Henrik Godfred de Dompierre de Jonquières (født 1950), tidligere ØK-direktør i Bangkok.
- Erik de Dompierre de Jonquières (født 1959), First Vice President i EKF Danmarks Eksportkredit og Major i Den Kongelige Livgarde.
- Anna Christina Gammeljord Godfred de Dompierre de Jonquières (født 1992), First Secretary i Udenrigsministeriet.
- Carl Christian Risgaard de Dompierre de Jonquières (født 2007)